# Highschool of the Dead
 (août 2021).
Highschool of the Dead (学園黙示録 HIGH SCHOOL OF THE DEAD, Gakuen mokushiroku HIGH SCHOOL OF THE DEAD, litt. L’Académie de l’apocalypse HIGH SCHOOL OF THE DEAD), abrégé H.O.T.D., HOTD ou encore SukuDeddo (スクデッド), est un manga de type shōnen écrit par Daisuke Satō et dessiné par Shōji Satō.
L'histoire est publiée dans le Monthly Dragon Age à partir de septembre 2006. Le manga a connu une pause de fin 2008 à mars 2010, de mai à juillet 2010 et de janvier 2011 à avril 2013.
L'Espagne est le premier pays hors du Japon à avoir édité Highschool of the Dead : le manga y est renommé Apocalipsis en el Instituto. L'édition française, quant à elle, est disponible chez Pika Édition depuis le 1er juillet 2009. Des versions colorées des tomes sont également sorties au Japon, et sont disponibles en France depuis novembre 2011.
Une adaptation animée de 12 épisodes couvrant les 17 premiers chapitres du manga a été diffusée du 5 juillet 2010 au 20 septembre 2010. En France, la série est diffusée gratuitement et légalement en version sous-titrée sur Dailymotion par Dybex.
L'OAV de la série, Highschool of the Dead: Drifters of the DEAD (学園黙示録 HIGHSCHOOL OF THE DEAD ドリフターズ・オブ・ザ・デッド, Gakuen mokushiroku HIGHSCHOOL OF THE DEAD Dorifutāzu Obu Za DEDDO), est sortie en Blu-ray le 26 avril 2011, comme bonus de l'édition spéciale du tome 7 au Japon.
Le scénariste Daisuke Satō décède à l’âge de 52 ans le 22 mars 2017, des suites d'une maladie coronarienne. Aucun auteur n'ayant repris sa suite depuis, l'œuvre demeure actuellement inachevée avec un total de sept volumes et trente chapitres.

## Histoire

### Prologue
Le monde fut contaminé le 13 avril 2010 par une maladie mortelle d'origine inconnue qui frappe le même jour dans les principales villes, transformant les humains en morts‑vivants et entrainant le déclin de la civilisation.

### Synopsis
Au Japon, plusieurs étudiants du lycée Fujimi, ainsi qu'une infirmière scolaire, se sont regroupés afin de survivre à cette apocalypse. L'histoire suit Takashi Komuro, l'un des rares étudiants à avoir survécu à la première attaque.

## Personnages

### Principaux

#### Protagoniste
Takashi Komuro (小室孝, Komuro Takashi)
Voix japonaise : Junichi Suwabe / Hitomi Harada (enfant)
Takashi est un jeune lycéen « médiocre » de la classe 2-B, meilleur ami d'Hisashi Igō et l'ami d'enfance de Rei depuis la maternelle. Ses armes de prédilection au corps à corps sont les armes contondantes (batte de baseball, pied-de-biche...).
Fils d'institutrice, il fut l'un des premiers à remarquer que quelque chose n'allait pas dans leur lycée, et a tout de suite réagi afin de s'extraire des lieux avec ses amis.
Sa détermination à vouloir protéger Rei et tous les autres membres de son groupe lui a permis de gagner leur respect ainsi que leur admiration en qualité de meneur.

#### Groupe de survivants de Takashi Komuro
Rei Miyamoto (宮本麗, Miyamoto Rei)
Voix japonaise : Marina Inoue
Rei est une camarade de classe et amie d'enfance de Takashi, qu'elle connait depuis la maternelle, et membre du club de sōjutsu (maniement de la lance).
Quand ils étaient petits, elle lui a promis qu'un jour elle se marierait avec lui mais, à la suite d'une dispute et en dépit de son penchant pour Takashi, sort au début de l'histoire avec l'un de ses amis, Hisashi, qui est achevé par lui après être revenu en mort‑vivant des suites de sa morsure.
Fille de policier, elle est fiable, mais également têtue.
Saeko Busujima (毒島冴子, Busujima Saeko)
Voix japonaise : Miyuki Sawashiro
Saeko est une élève en dernière année de lycée dans la classe 3-A, et présidente du club de kendō très habile avec un bokken ainsi qu'au combat au corps à corps.
Plus jeune, elle a gravement blessé un homme, après s'être volontairement mise en situation d'agression pour tester ses compétences à l'aide de son bokken.
Calme et confiante en ses compétences, on ne connaît pas grand chose sur sa famille excepté que son père est parti à l'étranger afin de participer à un championnat d'arts martiaux, et qu'il fut le maître du père de Saya. Suivant la « voie du sabre », Saeko possède un grand sens de l'honneur et considère qu'une promesse doit être tenue même au détriment de sa propre vie.
Takashi l'a aidée à s'accepter telle qu'elle est, avec sa part obscure, et de ce fait leur relation est devenue plus proche, dévoilant au grand dam de Rei un certain « intérêt » pour le jeune homme.
Saya Takagi (高城沙耶, Takagi Saya)
Voix japonaise : Eri Kitamura
Jeune surdouée à lunettes, Saya est également depuis la maternelle une amie d'enfance de Takashi, ainsi qu'une camarade de classe de Kōta, Rei et Hisashi.
Elle est fille de politicien et sa famille, profondément impliquée dans la politique du Japon. Les connaissances de Saya et sa capacité de déduction ont permis au groupe de s'échapper de diverses situations : elle est, par exemple, l'une des premières à remarquer que les morts‑vivants sont attirés par le bruit.
Bien qu'elle soit issue d'une famille prestigieuse, elle éprouve des sentiments ambivalents à l'égard de ses parents. Elle semble aussi amoureuse de Takashi, mais nourrir en parallèle certains sentiments pour Kōta.
Parce qu'elle couple son intellect supérieur avec un mauvais caractère cependant, elle est orgueilleuse, parfois cassante et a tendance à jouer les je‑sais‑tout, quitte à se mettre en danger toute seule en étant insouciante de ce qui l'entoure.
Kōta Hirano (平野コータ, Hirano Kōta)
Voix japonaise : Nobuyuki Hiyama
Élève n°32 de la classe 1-B, Kōta est un camarade de Saya et otaku ayant une expertise ainsi qu'une maîtrise — grâce à un stage d'entraînement d'un mois aux États-Unis par un ancien membre de la Delta Force — des armes à feu et équipements militaires.
Il a souvent subi les moqueries des autres lycéens à cause de ses loisirs ainsi que son physique de petit gros à lunettes. Au début de l'histoire, il aide Saya Takagi à s'échapper avec lui et, au vu de la situation, révèle au fur et à mesure son caractère ainsi que ses compétences personnelles.
Sa famille est assez originale : d'après lui, ses parents seraient actuellement à l'étranger pour leur travail (son père bijoutier à Amsterdam, sa mère styliste à Paris). De plus, son grand‑père était capitaine de navire et sa grand‑mère, violoniste.
Kōta Hirano est aussi un clin d’œil très ressemblant au mangaka homophone (平野耕太, Hirano Kōta), étant diégétiquement l'auteur comme lui de plusieurs bandes dessinées, dont le célèbre Hellsing.
Shizuka Marikawa (鞠川静香, Marikawa Shizuka)
Voix japonaise : Yukari Fukui (ja)
Mlle Shizuka est l'infirmière scolaire du lycée Fujimi.
N'ayant plus de parents, elle n'aurait visiblement plus de famille pour laquelle s'inquiéter.
Jeune célibataire, sa plus proche amie est Rika Minami, une tireuse d'élite de l'équipe d'assaut spéciale. Grâce à Shizuka qui y a librement accès, la maison de son amie est utilisée comme refuge temporaire par son groupe après leur fuite du lycée.
Elle est étourdie, voire insouciante parfois, en comparaison des autres filles du groupe de Takashi. La taille de sa poitrine sert souvent d'élément comique pour l'histoire.
Alice Maresato (希里ありす, Maresato Arisu)
Voix japonaise : Ayana Taketatsu
Alice est une fillette sauvée avec Zeke d'une horde par Takashi et Kōta après le meurtre de son père par l'un des habitants du quartier de Rika Minami, qui leur refusaient l'asile.
D'un naturel joyeux, Alice apporte un peu de bonne humeur au reste du groupe. Elle reste très proche du chien, dont elle s’occupe, et de Shizuka Marikawa, qui assure auprès d'elle un rôle presque maternel.
Son interprétation d'une comptine en anglais laisse supposer qu'elle pourrait être bilingue.
Zeke (ジーク, Jiku)
Voix japonaise : Hitomi Harada
Zeke est un petit chien énergique et brave aboyant sur les morts‑vivants aux alentours de la maison de Rika Minami à son apparition, puis protégeant Alice lorsqu'elle se fit assaillir par eux après la mort de son père, juste avant leur rencontre avec Takashi et son groupe. Il reste depuis auprès d'elle.
Son passé n'est pas connu, cependant une illustration le montre en promenade avec son ancienne propriétaire supposée, une jeune femme au sort inconnu (mais présumée morte ou transformée).
Son nom, trouvé par Kōta, fait référence au nom de code officiel par les Alliés du Chasseur Zéro.

### Secondaires
Rika Minami (南リカ, Minami Rika)
Voix japonaise : Junko Takeuchi
Rika est une amie de Shizuka Marikawa.
Membre d'une unité spéciale, elle assure durant quelque temps la sécurité d'un aéroport avec un équipier.
Elle apprend la survie de Shizuka après une brève conversation téléphonique avec elle.
Sōichirō Takagi (高城壮一郎, Takagi Sōichirō)
Voix japonaise : Jōji Nakata
Le riche père politicien de Saya.
Ancien chef du clan Tokonosu — et actuel du clan Takagi — ainsi que président du Yūkoku isshin-kai (憂国一心会), le parti nationaliste majoritaire de la préfecture, il est un homme fort, droit et charismatique aux compétences politiques aussi affutées que son sabre, soucieux qu'il est de donner l'exemple. Également chef de l'école Tendo Sogon (天道荘厳流, Tendō sōgon-ryū), il fut le disciple martial du père de Saeko, à qui il remet le sabre Muratatō.
Avec son épouse, au moment de comprendre la situation mondiale, ils réagirent vite et efficacement en prenant leurs responsabilités : déployant leurs ressources ainsi que leurs hommes, Sōichirō a organisé avec Yuriko une résistance à l'invasion des morts‑vivants et transformé leur demeure de Tokonosu en forteresse, sécurisant les alentours et points stratégiques (comme les centrales) tout en assurant les accès et ravitaillements, ainsi qu'en accueillant les survivants sains parmi les habitants.
Yuriko Takagi (高城百合子, Takagi Yuriko)
Voix japonaise : Yoshiko Sakakibara
La riche épouse de Sōichirō Takagi et intelligente mère de Saya, qu'elle retrouve en secourant son groupe avec son équipe de sauvetage.
Avec son époux, ils ont organisé vite et efficacement leurs troupes, et mobilisé leurs ressources, pour protéger les alentours de leur demeure de Tokonosu convertie en forteresse et y accueillir les survivants sains des alentours.
Étant elle‑même une génie, sa fille aurait reçue d'elle son intellect élevé. Elle est formée et habituée aux armes à feu, originellement dans l'intérêt de pouvoir se protéger seule.

### Antagonistes
Koichi Shidō (紫藤浩一, Shidō Kōichi)
Voix japonaise : Kishō Taniyama
Initialement professeur titulaire de la classe 3-A du lycée Fujimi, Shidō tient le rôle d'antagoniste dans l'histoire.
Capable au besoin d'abandonner, sacrifier ou abuser de n'importe qui (y compris ses propres élèves) sans aucune hésitation ni le moindre remords, il trahit rapidement une personnalité de sociopathe manipulateur et pervers en plaçant sous sa coupe un groupe de lycéens influençables duquel celui de Takashi se désolidarise toutefois aussi vite, l'emprise délirante qu'il exerce sur ledit groupe étudiant étant presque sectaire.
Fils d'Ichirō Shidō, un homme important, il imposa à Rei de redoubler son année scolaire pour discréditer son père (qui enquêtait sur le sien), ce qui lui aliène la jeune fille qui lui témoigne une forte animosité.

### Autres
Hisashi Igō (井豪永, Igō Hisashi)
Voix japonaise : Mamoru Miyano
Hisashi est le meilleur ami de Takashi, compagnon de Rei ainsi que leur condisciple au début de l'histoire, et ceinture noire de karatedō : Takashi en dit de lui qu'il est un pratiquant « accompli » (文武両道, bunbu ryōdō, litt. « accompli à la fois dans les arts littéraires et militaires » ; par ext., bon élève à la fois scolaire et sportif).
Il démontre envers Takashi un fort désir d'exclusivité dans sa version originale, alors que l'accent est mis sur sa conscienciosité dans sa version animée.
S'extrayant avec Takashi et Rei de leur classe avant la panique et se barricadant temporairement avec eux sur le toit de l'établissement, il ne survit toutefois pas à la contamination fulgurante qui frappe leur école et illustre à ses amis l'irrémédiable fatalité d'une morsure, étant le premier à y succomber  — par hématémèse — sous leurs yeux et en revenir transformé en mort‑vivant : Takashi l'achèvera alors à coups de batte.
Son nom est en japonais une anagramme de celui d'un autre mangaka célèbre, Gō Nagai (永井豪, Nagai Gō), dont il est conscient de l’existence, et il est l'instigateur du terme « Ils » ou « C(eux)‑là » (「奴ら」, “yatsura”) pour désigner diégétiquement les morts‑vivants.
Le père d'Alice (ありすの父, Arisu no chichi)
Voix japonaise : Kenji Nojima
Mr Maresato est un journaliste qui, comme bien d'autres personnes, fut pris dans le chaos de l'épidémie avec sa fillette Alice. La survie de la mère de cette dernière est incertaine, son père lui affirmant qu'ils « la rejoindront plus tard » (sans pouvoir circonstanciellement déterminer s'il s'agit d'un réel objectif, ou d'un mensonge officieux de sa part pour la rassurer).
Depuis le domicile de Rika Minami où s'est temporairement réfugié le groupe de Takashi, ils l'aperçoivent fuyant les morts‑vivants avec Alice et suppliant à une maison du quartier de les laisser entrer (ou au moins, sa fille) : toutefois, l'un des survivants qui s'y sont retranchés, par surprise et crainte, le poignarde mortellement à peine la porte entrouverte puis les abandonne à leur sort. Peu de temps après dans l'enceinte de l'habitation, après l'avoir encouragée à fuir et trouver un endroit où se cacher, il meurt de sa blessure auprès d'Alice.
Cette dernière dit de lui qu'il était quelqu'un de gentil.
Ichirō Shidō (紫藤一郎, Shidō Ichirō)
Voix japonaise : Hitoshi Bifu (ja)
Politicien corrompu décrit comme ayant beaucoup de pouvoirs et d'influence, il est le père de Koichi Shidō.
Peu de choses sur lui sont exposées, si ce n'est qu'en plus d'être véreux et influent, il est un mari infidèle ainsi qu'un père peu présent pour son fils.
Dans l'enfance de Koichi, il fut dans un premier temps débatteur parlementaire à la Diète, puis candidat pour un poste de Ministre d'État du Cabinet : il n'est toutefois pas précisé s'il a ou non gagné les élections.
Prêt à user de toute son influence pour préserver son image ainsi que ses privilèges, il utilise son propre fils pour discréditer l'inspecteur‑adjoint Miyamoto, qui enquêtait sur lui, faisant payer sa fille en la faisant redoubler.
Il fait une apparition fugace et d'arrière‑plan dans une scène de l'adaptation animée, pendant qu'il tient visiblement un discours de campagne pour les élections.

### Arlésiennes
Tadashi Miyamoto (宮本正, Miyamoto Tadashi)
Voix japonaise : Jin Urayama (ja)
Mr Miyamoto, le père de Rei, est chef de service au Département Est à la division de Sécurité publique de la police préfectorale. Son rang et inspecteur‑adjoint et il possède également des compétences d'élite.
À la fois bon père et mari, il a une grande capacité à inspirer le calme auprès des esprits agités. Il s'est déjà blessé en perdant à un tournoi de police préfectorale.
Le Pr Koichi Shidō, enseignant dans le lycée de sa fille, a abusé de sa position sur elle pour l'obliger à redoubler afin de se venger de lui, car il menait une enquête de longue haleine sur son père, Ichirō Shidō.
N'apparaissant pas directement dans l'histoire dans sa version originale, ses actions demeurant hors‑champ et sa survie étant indiquée, sa version animée se limite à une voix téléphonique entendue au début de l'histoire (peu après le déclenchement de la pandémie), lorsque sa fille tente de le contacter sur les toits du lycée.
La mère de Takashi (孝の母, Takashi no haha)
Mme Komuro, la mère de Takashi, est une institutrice qui, lors du déclenchement de la pandémie, était censée donner cours dans le même type d'établissement scolaire que celui fréquenté par son fils, qui a pour ultime motivation de la retrouver.
Son sort ainsi que celui de Mr Komuro, père de Takashi qui selon ce dernier se situe très loin à l'étranger, sont inconnus.

### Exclusifs au manga
Kiriko Miyamoto (宮本 貴理子, Miyamoto Kiriko)
Mme Miyamoto, la mère de Rei, est une ancienne membre de la division des Transports de la police préfectorale.
Femme de bien et mère chaleureuse, elle intègre le groupe de survivants de Takashi lorsqu'ils se retrouvent et, comme sa fille, y tient un rôle de lancière dans les affrontements.

## Univers de l’œuvre

### Créatures
Morts (死亡, shibō) (nom générique) / « Ils » ; « Eux » ; « Ceux-là » (「奴ら」, “Yatsura”) (nom diégétique)
Bien qu'il ne sont pas diégétiquement nommés « zombies », les morts‑vivants de cet univers en ont bel et bien les caractéristiques communes.
Hisashi Igō le premier emploie ce terme autre pour les désigner, justifiant qu'il « ne peut [les] appeler ainsi [N.D.L.R. : « zombie »] parce qu'ils ne sont ni dans un film, ni un jeu vidéo. » (「映画やゲームじゃないから『ゾンビ』と呼ぶわけにはいかない」, “Eiga ya Gēmu janai kara ‘Zonbi’ to yobu wake ni wa ikanai”) : il est ensuite confirmé par son ami Takashi Komuro pour son caractère déshumanisant.
Créatures humanoïdes dépourvues de vie et de conscience, mais pourtant animées et extrêmement agressives envers les Humains sains, leur apparition provient d'une maladie inconnue et fulgurante qui frappe l'humanité dans le monde entier, les transformant en cadavres ambulants et assoiffés de chair humaine, cherchant à attaquer tout Humain sain pour le dévorer vivant ou, par défaut, le contaminer — et le transformer à son tour en l'un des leurs : par le caractère pandémique de la contamination ils prolifèrent donc très vite, et leur niveau de dangerosité ne va fatalement qu'en augmentant avec le nombre et leur regroupement.
Se traînant ordinairement d'un pas lent, ils peuvent toutefois faire preuve d'une réactivité, d'une vivacité ainsi que d'une force surhumaines quand ils attaquent, les rendant — même pour un membre isolé — très dangereux au contact. Aveugles et exempts de système nerveux, ils se repèrent au bruit, une seule de leurs morsures suffit à provoquer irrémédiablement la contamination de leur victime (qui décède rapidement de cette blessure avant de revenir à son tour en mort‑vivant), et de par leur condition ils ne peuvent mourir, ce qui les rend quasiment invincibles. Le seul point faible permettant de les tuer une bonne foi pour toutes est d'atteindre leur cerveau et donc, en visant à endommager la tête ou la séparer du reste du corps.
Bien qu'aucune information concernant cette maladie « zombifiante » n'est officiellement confirmée dans l'histoire, l'absence explicite de transformation ou d'attaques sur des animaux ainsi que le comportement passif des morts‑vivants vis‑à‑vis de représentants comme Zeke (qui leur aboie dessus et en attaque au contact sans susciter ni subir leur hostilité), suggèrent que le mode de transmission de cette maladie serait discriminant et qu'ils n'attaqueraient exclusivement que les Humains.

### Technologie
Impulsion électromagnétique nucléaire
Au même moment où l'infirmière Shizuka parvient à joindre par téléphone son amie Rika, un vaisseau militaire de l'armée américaine échoue, grâce aux contre-mesures de la défense antimissile japonaise, à commettre une frappe préventive mer-sol de missiles balistiques sur le Japon, ce qui néanmoins coupe leur communication et les systèmes électriques-électroniques sur réseau.
Émission brève et de très forte amplitude d'ondes électromagnétiques ; détruit de nombreux appareils et systèmes électriques ainsi qu'électroniques — comme celles des véhicules et installations — reliés au courant ainsi que non protégés ; brouille les télécommunications.

#### Armement

##### Armes contondantes
Batte de baseball
S.B.B. signée Winning Stage PRO en aluminium
Provenant du club de baseball de l'établissement, Hisashi Igō et Takashi Komuro s'en servent au début de l'histoire.
84 cm de long pour 900 g environ.
Standard en bois
Arme de prédilection employée par Shimada, l'un des membres du groupe de survivants du centre commercial Taiei.
Sabre en bois (木剣 / 木刀, bokken / bokutō, nom littéral ; nom courant)
Arme d'entraînement de Saeko Busujima, elle s'en sert en combat réel au début de l'histoire et excelle dans son maniement, étant fille entraînée d'un artiste martial reconnu ainsi que présidente du club scolaire de kendō.
Sabre de manufacture japonaise en chêne blanc de 101,5 cm pour environ 700 g.
Pied-de-biche standard
Trouvable dans les locaux d'arts ou d'artisanat, il est récupéré à l'école par Saya Takagi puis sorti de son sac à malices pour Takashi à l’arrivée au domicile de Rika Minami.
56 cm de long.
Clé serre tube à mâchoires fixes
Normalement employée en plomberie et mécanique, elle est improvisée comme arme contondante par le père d'Alice pour les protéger tous les deux, durant leur fuite hasardeuse des morts‑vivants.
Outil de serrage en fonte ductile ; lourd à manier.
Bâton télescopique
Récupéré sur un cadavre de policier.
Matraque déployable à trois crans, 65 cm de long pour 430 g.
Lance d'incendie
Consacrée en temps normal à la lutte contre l'incendie, elle est utilisée sur le toit de l’école par Takashi et Rei — sur une idée de cette dernière — au début de l'histoire pour se débarrasser des morts‑vivants qui s’agglutinent devant leur barricade.
Fonctionne avec la haute pression du jet d'eau, expulsé par un tuyau déroulé d'un dévidoir et relié à une arrivée d'eau.
Canons à eau portatifs
Utilisés par l'équipe d'intervention de la famille de Saya lors de leur première rencontre.
Arme individuelle et portative fonctionnant, selon le principe basique du pistolet à eau, par coups d'eau « tirés » depuis un canon (à l'instar d'un coup de fusil de combat) à haute pression, rendant le choc assez violent pour éjecter ou endommager un corps humain.

##### Armes perforantes
Pistolet à clous à gaz avec crosse artisanale improvisée
En principe, il y a une sécurité qui empêche les clous de partir, mais Kōta Hirano a su arranger ça au début de l'histoire pour en faire une arme digne de ce nom. Il compense également la lourdeur de la poignée et stabilise son tir en lui fabriquant en un temps record une crosse improvisée avec les matériaux à disposition (planches, ruban adhésif...).
Arme non conventionnelle fonctionnant avec des cartouches de gaz comprimé, 31,7 cm de long, 40,3 cm de haut pour environ 3,8 kg.
Perceuse électrique
Arme improvisée au début de l'histoire par Saya, dans le feu de l'action contre une attaque isolée de mort‑vivant dont elle traverse le front jusqu'au cerveau.
51,6 cm de long, 20,6 cm de haut pour environ 4,35 kg ; efficace pour percer la boîte crânienne mais lourde à manier, bruyante et dangereuse au contact.

##### Armes blanches
Manche de serpillère reconverti en lance (槍, yari) de fortune
Outil de nettoyage tout à fait ordinaire récupérable dans n'importe quel établissement scolaire, c'est l'arme de fortune principale de Rei Miyamoto, lancière pratiquante, au début de l'histoire.
Aluminium, d'une longueur approximative de 120 cm, à l'extrémité volontairement torsadée (par casse en le dissociant de sa toile) en pointe métallique ; arme improvisée de combat rapproché pratique pour l'attaque à courte et moyenne portée ainsi que le maintien à distance d'un mort‑vivant, mais dont l'efficacité demeure relativisée par leur force surhumaine en cas de saisie, et devient dangereusement faible en cas de contact.
Baïonnette
Utilisée par Rei avec son fusil en remplacement de son manche de serpillère en aluminium.
Arme blanche fixée en dessous du canon d'une arme à feu pour permettre le poignardage au contact ou, si besoin, reconvertir ladite arme en arme d'estoc de fortune.
Sabre (刀, katana)
Récupéré par Saeko Busujima dans un sanctuaire shinto où il semble tenir lieu de shintai (idole ou support matériel pour l'incarnation du kami vénéré dans le sanctuaire).
Sabre de manufacture japonaise mondialement connu.
Muratatō (村田刀)
Le père de Saya, également sabreur accompli qui en a équipé beaucoup de ses hommes de main, offre à Saeko un autre sabre, pièce historique faite sur commande par un général japonais célèbre de l'ère Meiji, qui deviendra son arme principale.
Épée militaire (軍刀, guntō) — de style hybride entre le sabre japonais (nihontō) et l'épée chinoise (jian) ; 83,185 cm de long, taille de lame de 66,357 cm, manche de 16,827 cm, pour une courbe de 0,714°.

##### Armes de jet
Barnett Wildcat C5
Prise dans la collection personnelle de Rika Minami.
Une arbalète portative pour la chasse au cerf et à l'ours ne nécessitant pas une grande force d'utilisation. Pour le moment, l'arme n'est pas utilisée.

##### Armes à feu

###### Armes de poing
Smith & Wesson M37 Airweight
Arme à feu récupérée sur un cadavre de policier, la toute première utilisée par Takashi en sauvant Rei d'une racaille obscène et devenue folle (凶悪犯, kyōaku-han, criminel odieux et/ou pervers).
Version allégée du revolver M36, barillet de 5 coups pour 19,4 cm de long.
Luger P08 M.11 (nl)
Offerte par sa mère à Saya lors de l'attaque de la maison familiale.
Variante néerlandaise du Luger Parabellum, pistolet à 8 coups, chargeur à recul avec verrouillage de la genouillère, calibre 9 × 19 mm, longueur de 217 mm et canon de 102 mm, pour 890 g (à vide).
M92 Vertec
Utilisée comme arme secondaire par les policiers et militaires, elle est donnée par Kōta comme arme d'appoint à partir du chapitre 27 à Saeko, qui la porte dans un étui à la cuisse.
Variante du pistolet Beretta 92FS.

###### Pistolets-mitrailleurs
MP5SFK
Arme trouvée avec le M92 Vertec par Kōta sur le cadavre d'un policier, dans le commissariat de la ville, elle est confiée à Saya en remplacement du pistolet Luger P08.
Version miniature du fusil d'assaut HK G3.

###### Armes d'épaule
Ithaca 37
Pris dans la collection personnelle de Rika Minami, elle utilisée comme fusil principal par Takashi pour la moyenne portée.
Version policière/militaire, fusil à pompe avec viseur point rouge, 101,7 cm pour 2,3 kg, 4 coups de calibre 12.
Benelli M4 Super 90
Arme découverte dans la salle des pièces à conviction, elle est utilisée par Takashi en remplacement de l'Ithaca 37.
Fusil de combat à 8 coups de calibre 12 semi-automatique.
Springfield M1A1 Super Match
Prise dans la collection personnelle de Rika Minami.
Une version civile du M14, fusil d'assaut modèle semi-automatique de 20 balles de calibre 7.62, longueur 111,8 cm pour 4,5 kg.
ArmaLite AR-10(T) modifié en Knight's SR-25
Prise dans la collection personnelle de Rika Minami, qui séduisit un soldat américain pour qu'il lui achète une ArmaLite AR-10A4 Law Enforcement, qu'elle a trafiquée en SR-25 avant de le faire acheminer au Japon à bord d'un appareil américain (Source Databook Tome 2 : contredit la version qui laisse entendre que Rika a acheté l'arme en pièces détachées légalement, avant de les remonter ensuite).
Fusil de précision de 118,8 cm pour 4,88 kg (avec la lunette), 20 balles de calibre 7.62.
Heckler & Koch PSG-1
Utilisée comme arme de service par Rika Minami durant la sécurisation du périmètre de l'aéroport.
Fusil de précision des forces d'intervention spéciale, 120,8 cm pour 8,1 kg avec 20 cartouches de calibre 7.62.

##### Armes nucléaires
Missile balistique intercontinental
Face à l'impact mondialement catastrophique de la pandémie, qui fait s'effondrer les pays et gouvernements des plus grandes nations dans les deux jours qui suivent, les Forces armées américaines motivées à tuer dans l’œuf toute menace potentielle d'attaque nucléaire étrangère, procèdent sur accord présidentiel (depuis Air Force One) à une frappe préventive simultanée avec des missiles balistiques intercontinentaux à mirvage sur plusieurs capitales du globe (supposément, celles représentées sur le moniteur du président américain et avec lesquelles le contact est perdu) :
-  Pretoria ;
-  Berlin ;
-  Canberra ;
-  Brasilia ;
-  Ottawa ;
-  Beijing ;
-  New York ;
-  Washington, D. C. ;
-  Paris ;
-  Rome ;
-  Tōkyō ;
-  Londres ;
-  Moscou.

La défense antimissile japonaise parvient à éviter à nouveau le pire pour le Japon, toutefois l'explosion des missiles à haute altitude provoque sur le pays une impulsion électromagnétique qui n'est pas sans conséquences.

##### Autres armes
Certaines armes sont délaissées pour éviter l'encombrement, le groupe n'emportant que leurs munitions :
- Fusil à pompe ;
- pistolets ;
- Ithaca 37 de Takashi.

#### Locomotion
TOYOTA COASTER série B50 (ja) (トヨタ・コースター B50系, Toyota Kōsutā B50-kei)
Ce minibus scolaire du lycée Fujimi est utilisé par le groupe de Takashi Komuro — rejoint par d'autres survivants dont le Pr Koichi Shidō — pour évacuer les lieux infestés de morts.
Plus tard Shidō, qui a endoctriné son groupe d'étudiants influençables et prend le pouvoir dans le minibus, le récupère pour eux quand ce qu'il reste de celui de Takashi (qui avec Rei Miyamoto, ont été séparés d'eux par les circonstances) se désolidarise et les quitte en extrayant avec eux — sous la couverture de Kōta Hirano — l'infirmière Shizuka Marikawa, tacitement menacée par l'enseignant.
En leur absence, les élèves sécurisés par les lieux et pervertis par Shidō s'y adonnent à la débauche.
Alors que le groupe de l'enseignant retrouve ultérieurement (et sans connaissance de cause) Takashi et ses compagnons à la demeure des Takagi, il se fait assez vite chassé des lieux sur ordre du père de Saya et repart à bord du minibus.
Mais le véhicule à peine parti, devient subitement inopérant (à cause de l'explosion à IEM) et va s'écraser à pleine vitesse contre leur barricade, ouvrant une brèche pour les morts.
Capacité d'accueil et de transport d'individus plus grande qu'un véhicule personnel (24 sièges) ; abri mobile relatif et temporaire contre les assauts d'un nombre restreint de morts-vivants.
SUZUKI DR-Z400SM (SuperMoto) (ja) personnalisée (（チューンド）スズキ・DR-Z400SM, (Chūndo / Tuned) Suzuki Dī Āru - Zetto yon hyaku Esu Emu)
Après qu'il fût attaqué puis mis sur sa piste par le corps de son ancien propriétaire (un mort-vivant portant encore son casque ainsi que son équipement de route), Takashi retrouve cette motocyclette couchée à proximité immédiate et embarque Rei pour retrouver leur groupe à la suite de leur séparation avec le minibus scolaire : il s'en sert jusqu'au sauvetage d'Alice et Zeke, étant forcé de l'abandonner sur place pour fuir avec eux.
Supermotard personnalisée (pneus et jantes modifiés) ; de série, cadre à simple berceau en acier dédoublé sous le moteur, triangulation arrière en aluminium boulonnée ; réservoir de 10 l, hauteur de selle de 890 mm, empattement de 1,460 m, 2,225 m de long, 855 mm de large, 1,200 m de haut pour 134 kg à sec (145 kg en ordre de marche) ; deux-roues motorisé tout-terrain adapté pour 1 à 2 personnes, maniable et pratique pour la fuite rapide ou le déplacement léger en milieu accidenté, mais bruyant et risqué au contact.
AM General HUMVEE M1025
Véhicule personnel de Rika Minami trouvé à son domicile par le groupe de Takashi. D'abord conduit par Mlle Shizuka (qui a le permis) pour embarquer leur équipement et aller en groupe sauver Takashi, Alice et Zeke, il devient leur moyen de transport principal.
Véhicule militaire blindé léger et transporteur tout-terrain avec plate-forme armement et protection anti-IEM, 4,84 m de long, 2,16 m de large et 1,87 m de haut pour 3,719 457 43 t ; fiable et adapté pour un groupe restreint, abri mobile temporaire et sûr contre les assauts de morts-vivants.
ARGO 8×8 Military Proto
Dans l’œuvre originale, il est possédé par la famille de Saya et récupéré par le groupe de cette dernière ; dans la version animée, il est récupéré dans un magasin de cycles à moteur et brièvement utilisé par Takashi et Saeko après avoir été séparés de leur groupe, qu'ils tentent de rejoindre à la demeure familiale de Saya.
Véhicule tout-terrain amphibie à 8 roues avec cadre pour toit en bâche, plateformes et espaces de stockage, 3,02 m de long et 1,53 m de large pour 1,08 m de haut ; pratique pour le transport d'équipement ou déplacement en groupe restreint (2 à 4-5 personnes maximum), ou la traversée en milieu accidenté ou aquatique, mais bruyant et risqué au contact.

#### Équipement
Étui de pistolet
Récupérés au gré de leur parcours par les survivants, Saeko en utilise notamment un pour porter son arme d'appoint à la cuisse.
Étui pour armes de poing pratique et fiable pour le transport d'arme à feu individuel.
Gilet tactique
Généralement utilisé par les organisations militaires et paramilitaires, dans le groupe de Takashi il est principalement porté par Kōta, qui en récupère un dans l'arsenal du domicile de Rika Minami.
Gilet pare-balles à poches et compartiments variés porté directement par‑dessus la tenue ; pratique pour le transport d'équipement léger (magasins, grenades, talkie‑walkie...), les assauts et interventions.
Protections corporelles
Récupérés dans l'arsenal du domicile de Rika Minami, les combattants du groupe portent depuis des gants pour se protéger des possibles blessures (par exemple, une brûlure par frottement) et une meilleure prise en main des armes, diminuant ainsi les risques de glissement (dû à une éventuelle moiteur des mains).
Rei enfile également des coudières et genouillères pour protéger ses coudes et rotules et encaisser l'impact des chocs au contact, ou lorsqu'elle utilise — au sol — son fusil pour le soutien tactique.
Saeko, de son côté, en accompagne des coudières avec des jambières de manufacture moderne (imitation suneate) après leur arrivée à la demeure des Takagi.
Équipement de protection anti-choc, anti-blessure et anti-brûlure individuel ; efficace pour les articulations et les coups portés.

### Lieux

#### Japon
En dépit de sa condition de nation insulaire, le Japon est comme le reste du monde, frappé le 13 avril 2010 par une maladie pandémique et mortelle transformant les personnes infectées en morts-vivants, qui à leur tour attaquent et/ou transforment les Humains encore sains.
À son déclenchement, afin de ménager l'opinion publique et éviter la panique, les autorités japonaises choisissent de taire le plus longtemps possible le phénomène à sa population en présentant via les médias les attaques des morts comme des actes d'émeutiers spontanés : toutefois, cette manœuvre ne dure pas bien longtemps.
Les forces de l'ordre, d'abord saturées d'appels, se retrouvent bien vite dépassées puis isolées localement, progressivement amputées d'un commandement centralisé et fiable, livrées à elles-mêmes et se voyant donc autorisées en dernier recours, face à la situation, à des mesures d'exception.
En deux jours, le gouvernement tombe et le nombre de contaminés dans le pays dépasse les deux millions (estimé à dix millions pour les prochaines quarante-huit heures).
Durant ce temps les Forces japonaises d'autodéfense, bien que déployées, ne prennent quant à elles pas part explicitement à la sécurité civile, semblant jouer un autre rôle parallèle et encore indéterminé dans l'histoire : ils empêchent toutefois les frappes nucléaires préventives de missiles balistiques étrangers sur le Japon.

##### Tokonosu
La ville de Tokonosu (床主市, Tokonosu-shi) est le lieu de vie des protagonistes et de la plupart des personnages de l'histoire, ainsi que le théâtre principal de l'intrigue.
Lycée Fujimi (藤美学園高等学校, Fujimi gakuen kōtōgakkō)
L'établissement scolaire des protagonistes où commence l'histoire.
S'y trouvant au commencement de la « fin du monde », ils survivent à la vague de contamination qui frappe l'école en transformant pratiquement tous les individus présents en morts-vivants, et arrivent à la fuir à bord du minibus scolaire.
Aéroport international extraterritorial de Tokonosu (床主国際洋上空港, Tokonosu kokusai yōjō kūkō)
Localisé dans la baie de Tokonosu, cet aéroport isolé du continent japonais est strictement réservé à l'accueil ainsi que l'évacuation des célébrités et personnalités les plus importantes.
En qualité de tireuse d'élite de l'équipe d'assaut spéciale japonaise, Rika Minami qui fut réquisitionnée aux débuts de la pandémie, y est chargée avec un équipier d'en sécuriser le périmètre incluant la piste de décollage, ponctuellement envahie par les morts.
Station-service Shaun (ショーン ガソリンスタンド, Shōn Gasorin Sutando / Shaun Gasoline Stand)
Après avoir été séparés du minibus scolaire dans lequel se trouvait le reste de leur groupe, et inopinément récupéré une moto pour les rejoindre, Takashi Komuro et Rei Miyamoto font une étape sur leur trajet à cette station-service désertée pour faire le plein d'essence du véhicule.
Ils sont néanmoins attaqués par surprise par une racaille obscène et dégénérée (凶悪犯, kyōaku-han, criminel odieux et/ou pervers), qui les guettait et prend Rei en otage en l'agressant sexuellement, souhaitant la ravir avec le deux-roues à Takashi pour abuser de la jeune fille : ce dernier parvient cependant à descendre le voyou à bout portant et à quitter les lieux avec son amie ainsi que le véhicule plein, laissant l'agresseur à la merci des morts alertés par le coup de feu.
Demeure de Rika Minami (南リカの家, Minami Rika no ie)
Une habitation à étages surélevée et située en bord de fleuve dans laquelle Mlle Shizuka, amie très proche de Rika, emmène en son absence son groupe en quête d'un abri temporaire pour se laver, se sustenter et se reposer. Elle leur fait découvrir le véhicule personnel de son amie — un Humvee M1025 — garé devant la demeure, puis Kōta Hirano et Takashi trouvent son arsenal militaire privé à l'intérieur durant la toilette des filles : ils la quittent cependant dans la précipitation avec de l'équipement et le Humvee, lorsque Takashi part devant avec sa moto pour sauver la petite Alice Maresato et Zeke, assaillis plus loin dans le quartier par une horde.
De l'extérieur, la maison offre une sécurité relativement efficace contre les morts-vivants (avec sa muraille et sa grille d'entrée protégeant hermétiquement le périmètre), ainsi qu'une vue imprenable sur le quartier et les alentours, pont inclus.
Demeure de la famille Takagi (高城家の家, Takagi-ke no ie)
L'imposante maison familiale de Saya, un riche manoir trônant sur une colline de la ville de Tokonosu, sert de refuge à son groupe lorsqu'ils sont secourus par l'équipe de sauvetage de sa mère, Yuriko Takagi.
Cette dernière étant avec son époux Sōichirō Takagi — le père de Saya — politiquement influents et organisés, ils l'ont reconverti en forteresse avec l'aide de leurs hommes de clan et employés.
Centre commercial Taiei de Tokonosu-Est (タイエー床主 東坂店, Taiē Tokonosu higashisaka-ten)
Lieu où se réfugient temporairement Takashi et son groupe après leur départ de la demeure Takagi.
Au moment de leur arrivée, il sert déjà d'abri à un autre groupe de survivants dirigés par une policière, Asami Nakaoka ; dans la version animée, seuls la supérieure hiérarchique de cette dernière et première meneuse du groupe, Matsushima, ainsi que l'extérieur du centre commercial sont brièvement révélés, l'officier croisant le groupe de Takashi dans le final du dernier épisode de la série se concluant sur l'arrivée des protagonistes devant le complexe.
Commissariat de police de Tokonosu-Est (床主東警察署, Tokonosu higashi keisatsusho)
Le commissariat où, d'après Rei, officiait son père.
Quand ils l'atteignent, le groupe de sa fille y trouve de quoi s'approvisionner dans son armurerie ainsi que le local des pièces à conviction.
Troisième école primaire de Niidoko (新床第三小学校, Niidoko dai-san shōgakkō)
Établissement scolaire où, d'après Takashi, travaillait sa mère.
Cette école fut bel et bien attaquée comme les autres par les morts, cependant ses victimes (comme le sort de Mme Komuro) sont inconnues.
Lorsqu'il atteint le commissariat est de Tokonosu, le groupe de Takashi découvre que l'école est utilisée par la police préfectorale ainsi que des membres des Forces d'autodéfense, comme site d'évacuation de Tokonosu.

#### Ailleurs dans le monde
Au travers des informations télévisuelles diffusées durant le premier jour de la pandémie, il est révélé que cette dernière a une ampleur globale et devient si catastrophique, qu’elle fait tomber les principales villes du monde ainsi que leurs gouvernements en moins de deux jours.

##### Amérique
Washington, D. C.
Le journal télévisé rapporte, images à l'appui, l'abandon par le président des États-Unis de la Maison-Blanche à bord de Marine One pour rejoindre un porte‑avions, alors que les alentours sont entièrement envahis par les morts‑vivants.
Les jours suivants, lorsque ce dernier est embarqué sur Air Force One, Washington, D. C. est aperçue ravagée et en flammes.
 United States Air Force One
Il est brièvement révélé qu'à l'intérieur de l'avion présidentiel américain, qui erre au hasard dans le ciel et accueille son chef d'État — ainsi que ce qui lui reste de gouvernement, ses membres étant tombés les uns après les autres — après l'évacuation de la Maison-Blanche, la contamination a également atteint son équipage, la Première dame ayant été mordue avant d'embarquer : les quelques survivants restants résistent à l'invasion inéluctable des morts pour permettre au président ainsi qu'à son chef de cabinet, eux-mêmes mordus et condamnés, d'assurer leurs fonctions jusqu'au bout.
L'épave de l'avion, écrasée, est aperçue plus tard.

##### Eurasieorientale
Beijing
La capitale chinoise est présentée comme étant la proie des flammes.
 Moscou
Concernant la capitale russe, son gouvernement est laissé sans nouvelles.

##### Europe occidentale
Paris et  Rome
Au tout début, les capitales française (où s'avère postérieurement se trouver, d'après l'intéressé, la mère de Kōta Hirano) et italienne sont toutes deux brièvement mentionnées comme subissant émeutes et pillages ; toutefois, leur situation objective face à la pandémie n'est pas explicitement renseignée.
 Londres
Au moment des premières informations, il est énoncé que la capitale anglaise semble arriver à maintenir l'ordre.

##### Orbite terrestre
Station spatiale internationale
Les occupants présents de la station spatiale, en orbite terrestre basse, sont les témoins impuissants des frappes balistiques intercontinentales commises par des grandes puissances (incluant au moins les États-Unis, la Russie et la République populaire de Chine).

## Média et supports

### Adaptation animée
L’adaptation animée du manga se compose d'une série de 12 épisodes — couvrant les tomes 1 à 4 — ainsi que d'une OAV, réalisées par le studio Madhouse (créateurs, entre autres, des mêmes adaptations de Death Note et Nana).
En France, la distribution est assurée par Dybex, qui propose les épisodes en consultation libre sur Dailymotion, après le succès de Fullmetal Alchemist: Brotherhood et avant une sortie de l'intégrale en DVD le 29 avril 2011. La version française est diffusée dès la rentrée 2012 dans son intégralité sur la chaine MCM.

#### Série télévisée

##### Fiche technique
- Titre original : 学園黙示録 HIGH SCHOOL OF THE DEAD (Gakuen mokushiroku HIGH SCHOOL OF THE DEAD)
- Titre français : Highschool of the Dead
- Réalisation : Tetsurō Araki
- Musique : Takafumi Wada (ja)
- Production musicale : Jun Nishimura
- Studio d’animation : Madhouse
- Format : couleur - 1,78:1 - 1080p - son stéréo
- Licence :
  -  Japon : ?
  -  France : Dybex, netflix
- Dates de diffusion :
  -  AT-X, TV Kanagawa, Tokyo MX, Chiba TV, Kyoto Broadcasting System, Aichi Television Broadcasting, Television Saitama, Sun Television : 5 juillet 2010
  -  GONG : ?
  -  MCM : Rentrée 2012 (version française)

##### Liste des épisodes
Une adaptation animée a été diffusée sur le réseau japonais AT-X du 5 juillet au 20 septembre 2010, avec des diffusions ultérieures sur TV Kanagawa, Tokyo MX, Chiba TV, KBS Kyoto, TV Aichi, TV Saitama et Sun TV. Produite par Geneon Universal Entertainment, Showgate, AT-X et Madhouse, la série est réalisée par Tetsurō Araki, avec Yōsuke Kuroda s’occupant de la composition de la série, Masayoshi Tanaka concevant les personnages et Takafumi Wada composant la musique. Six volumes DVD et Blu-ray ont été publiés par Geneon Universal Entertainment entre le 22 septembre 2010 et le 23 février 2011.
En Amérique du Nord, la série animée a été autorisée par Sentai Filmworks pour une diffusion simultanée sur l’Anime Network. En Australie et en Nouvelle-Zélande, la série a été autorisée par Madman Entertainment. Manga Entertainment a également sorti la série au Royaume-Uni. Le doublage anglais de la série a été diffusé sur le service VOD d’Anime Network du 10 mars 2011 au 26 mai 2011, et a été rendu disponible sur le Zune Marketplace de Microsoft et l’iTunes Store d’Apple le 27 mai 2011 et le 27 juin 2011, respectivement. Un épisode d’animation vidéo original, intitulé « Drifters of the Dead », a été inclus sur Blu-ray avec la sortie en édition limitée du septième volume du manga le 26 avril 2011.
La plupart des titres — anglais — des épisodes font référence à des titres de film ou à des chansons.

##### Musique
Les musiques originales de l'adaptation animée sont toutes composées par Takafumi Wada (ja).

###### Génériques
La musique éponyme du générique de début, HIGHSCHOOL OF THE DEAD (ja), est interprétée par le groupe de rock KISIDA KYODAN & THE AKEBOSI ROCKETS (ja) (岸田教団&THE明星ロケッツ).
Celui de fermeture, quant à lui, a la particularité de posséder une musique différente pour chaque épisode : toutes sont chantées par Maon Kurosaki (黒崎真音, Kurosaki Maon), et — hormis celle de l'OAV Drifters of the DEAD, Best friends (ja) — regroupées sur un même album dédié (H.O.T.D. (ja)).
| Épisode                 | Titre                              | Artiste                            | Informations complémentaires |
| ----------------------- | ---------------------------------- | ---------------------------------- | --- |
| 1 2 (retour en arrière) | In The House - In A Heartbeat (en) | John Murphy (compositeur original) | Arrangement. Inspiré du thème homonyme tiré de la bande originale du film britannique 28 jours plus tard (28 Days Later…), du même genre horrifique. |

###### Bande originale
L'album de la bande originale de l'adaptation animée est sortie le 22 septembre 2010 au Japon.
Elle est composée par Takafumi Wada (ja).
L'album inclut également la musique de scène du quatrième épisode — toujours composée par Takafumi Wada — ainsi que les formats télévisés de deux des musiques de générique : celui d'ouverture, et celui de fermeture du premier épisode.
| Liste des titres (GNCA-1259) | Liste des titres (GNCA-1259)                                                 | Liste des titres (GNCA-1259) | Liste des titres (GNCA-1259)             | Liste des titres (GNCA-1259) | Liste des titres (GNCA-1259) | Liste des titres (GNCA-1259) | Liste des titres (GNCA-1259) | Liste des titres (GNCA-1259) | Liste des titres (GNCA-1259) |
| No                           | Titre                                                                        | Auteur                       | Interprète                               | Durée                        |                              |                              |                              |                              |                              |
| ---------------------------- | ---------------------------------------------------------------------------- | ---------------------------- | ---------------------------------------- | ---------------------------- | ---------------------------- | ---------------------------- | ---------------------------- | ---------------------------- | ---------------------------- |
| 1.                           | HIGHSCHOOL OF THE DEAD (short ver.) (HIGHSCHOOL OF THE DEAD {format court})  | Kisida                       | KISIDA KYODAN & THE AKEBOSI ROCKETS (ja) | 1:31                         |                              |                              |                              |                              |                              |
| 2.                           | 鼓動 (Kodou)                                                                 | Takafumi Wada (ja)           |                                          | 3:17                         |                              |                              |                              |                              |                              |
| 3.                           | 地獄の兆し (Jigoku no kizashi)                                               | Takafumi Wada                |                                          | 2:29                         |                              |                              |                              |                              |                              |
| 4.                           | 襲ってくる奴ら (Osottekuru Yatsura)                                          | Takafumi Wada                |                                          | 2:53                         |                              |                              |                              |                              |                              |
| 5.                           | 迎撃 (Geigeki)                                                               | Takafumi Wada                |                                          | 2:20                         |                              |                              |                              |                              |                              |
| 6.                           | 赤い闇 (Akai yami)                                                           | Takafumi Wada                |                                          | 2:38                         |                              |                              |                              |                              |                              |
| 7.                           | 追撃 (Tsuigeki)                                                              | Takafumi Wada                |                                          | 2:11                         |                              |                              |                              |                              |                              |
| 8.                           | ありすの悲しみ (Alice no kanashimi)                                          | Takafumi Wada                |                                          | 3:21                         |                              |                              |                              |                              |                              |
| 9.                           | 忍び寄る奴ら (Shinobiyoru Yatsura)                                           | Takafumi Wada                |                                          | 2:09                         |                              |                              |                              |                              |                              |
| 10.                          | 仲間の死 (Nakama no shi)                                                     | Takafumi Wada                |                                          | 2:05                         |                              |                              |                              |                              |                              |
| 11.                          | 艶娘たち (Ademusume‑tachi)                                                   | Takafumi Wada                |                                          | 2:32                         |                              |                              |                              |                              |                              |
| 12.                          | 高城家の出陣 (Takagi‑ke no shutsujin)                                        | Takafumi Wada                |                                          | 2:29                         |                              |                              |                              |                              |                              |
| 13.                          | 鎮魂歌 (Chinkonka)                                                           | Takafumi Wada                |                                          | 2:41                         |                              |                              |                              |                              |                              |
| 14.                          | 無邪気な時間 (Mujakina jikan)                                                | Takafumi Wada                |                                          | 1:52                         |                              |                              |                              |                              |                              |
| 15.                          | 不気味な奴ら (Bukimina Yatsura)                                              | Takafumi Wada                |                                          | 2:10                         |                              |                              |                              |                              |                              |
| 16.                          | 孝の思い出 (Takashi no omoide)                                               | Takafumi Wada                |                                          | 2:32                         |                              |                              |                              |                              |                              |
| 17.                          | 紫藤の企み (Shidou no takurami)                                              | Takafumi Wada                |                                          | 2:27                         |                              |                              |                              |                              |                              |
| 18.                          | ミラクルブレイン (Miracle Brain)                                             | Takafumi Wada                |                                          | 2:11                         |                              |                              |                              |                              |                              |
| 19.                          | 逆襲 (Gyakushuu)                                                             | Takafumi Wada                |                                          | 2:41                         |                              |                              |                              |                              |                              |
| 20.                          | 冴子の闇 (Saeko no yami)                                                     | Takafumi Wada                |                                          | 2:10                         |                              |                              |                              |                              |                              |
| 21.                          | 女の矜持 (Onna no kyouji)                                                    | Takafumi Wada                |                                          | 1:57                         |                              |                              |                              |                              |                              |
| 22.                          | 冴子見参 (Saeko kenzan)                                                      | Takafumi Wada                |                                          | 2:38                         |                              |                              |                              |                              |                              |
| 23.                          | ラストバトル (Last Battle)                                                   | Takafumi Wada                |                                          | 2:32                         |                              |                              |                              |                              |                              |
| 24.                          | 君と太陽が死んだ日 (short ver.) (Kimi to taiyou ga shinda hi {format court}) | setzer                       | Maon Kurosaki                            | 2:19                         |                              |                              |                              |                              |                              |
| 25.                          | O,Spirit (O, Spirit)                                                         | Takafumi Wada                | Sayo Fukunaga (福永紗代, Fukunaga Sayo)  | 1:41                         |                              |                              |                              |                              |                              |
| 59:46                        |                                                                              |                              |                                          |                              |                              |                              |                              |                              |                              |

##### Différences avec l'œuvre originale
Dans les grandes lignes, l'histoire de l'adaptation animée est particulièrement fidèle à celle de l'œuvre originale nonobstant quelques scènes déplacées ou rajoutées, sans doute pour des raisons de rythme.
Variations
Par exemple, dans le huitième épisode, Saeko et Takashi sont séparés de leur groupe après avoir fait diversion pour sauver leurs amis, et se retrouvent seuls à discuter intimement : ce moment-là n'est pas canonique.
Incohérences
Une série d'erreurs s'est glissée dans le dernier épisode de la série animée ; toutes les scènes montrant de près ou de loin le minibus scolaire de Shidō sont inversées :
- Dans la première partie de l'épisode, on remarque juste après l'explosion à IEM que le chariot élévateur reste bloqué, et que le minibus fonce dans la barricade ;
- au début, cette scène peut paraitre logique, sauf à partir du moment où les morts‑vivants arrivent par l’arrière du véhicule, alors que celui-ci était censé sortir d'une zone sûre : la position de la scène laisse penser que le minibus voulait y rentrer ;
- cette inversion est confirmée à la fin de l'épisode, quand le Humvee arrive à la barricade avec le véhicule face à lui, alors que celui-ci devrait apparaitre par l’arrière.

L'erreur n'existe pas dans le manga.

#### OAV
Une OAV, Highschool of the Dead: Drifters of the DEAD (学園黙示録 HIGHSCHOOL OF THE DEAD ドリフターズ・オブ・ザ・デッド, Gakuen mokushiroku HIGHSCHOOL OF THE DEAD Dorifutāzu Obu Za DEDDO), est sortie en Blu-ray le 26 avril 2011 comme bonus de l’édition spéciale du tome 7 au Japon.

#### Distribution
Le doublage français a été réalisé par le studio DUBFICTION pour Dybex avec pour directeur artistique, Bruno Buidin et le mixeur Christophe Bernard.

## Produits dérivés

### Sortie vidéo
Une édition japonaise DVD et Blu-ray est sortie entre le 22 septembre 2010 et le 23 février 2011.
L’édition française, éditée par Dybex, est sortie en DVD et en Bluray en VO (5.1) sous-titrée en français et VF (2.0 et 5.1) le 29 avril 2011 comprenant l’intégrale des épisodes.
Les sous-titres français ont été créés par le traducteur Nicolas Priet.

### Publications
Édition couleur
- HIGHSCHOOL OF THE DEAD FULL COLOR EDITION 1  (ISBN 978-4-04-926269-8) sorti le 25 février 2011 au Japon[23] et HIGH SCHOOL OF THE DEAD ÉDITION COULEUR 1  (ISBN 978-2-8116-0576-6) prévu initialement pour le 3 novembre 2011[24] puis repoussé au 16 novembre 2011[25] en France.
- HIGHSCHOOL OF THE DEAD FULL COLOR EDITION 2  (ISBN 978-4-04-926270-4) sorti le 25 février 2011 au Japon[26] et HIGH SCHOOL OF THE DEAD ÉDITION COULEUR 2  (ISBN 978-2-8116-0648-0) sorti le 1er février 2012 en France[27].
- HIGHSCHOOL OF THE DEAD FULL COLOR EDITION 3  (ISBN 978-4-04-926271-1) sorti le 25 mars 2011 au Japon[28] et HIGH SCHOOL OF THE DEAD ÉDITION COULEUR 3  (ISBN 978-2-8116-0652-7) sorti le 1er mars 2012 en France[29].
- HIGHSCHOOL OF THE DEAD FULL COLOR EDITION 4  (ISBN 978-4-04-926272-8) sorti le 25 mars 2011 au Japon[30] et HIGH SCHOOL OF THE DEAD ÉDITION COULEUR 4  (ISBN 978-2-8116-0682-4) sorti le 2 mai 2012 en France[31].
- HIGHSCHOOL OF THE DEAD FULL COLOR EDITION 5  (ISBN 978-4-04-926273-5) sorti le 9 février 2013 au Japon[32] et HIGH SCHOOL OF THE DEAD ÉDITION COULEUR 5  (ISBN 978-2-8116-1045-6) sorti le 29 mai 2013 en France[33].
- HIGHSCHOOL OF THE DEAD FULL COLOR EDITION 6  (ISBN 978-4-04-926274-2) sorti le 9 février 2013 au Japon[34] et HIGH SCHOOL OF THE DEAD ÉDITION COULEUR 6  (ISBN 978-2-8116-1277-1) sorti le 16 octobre 2013 en France[35].
- HIGHSCHOOL OF THE DEAD FULL COLOR EDITION 7  (ISBN 978-4-04-926275-9) sorti le 9 mars 2013 au Japon[36] et HIGH SCHOOL OF THE DEAD ÉDITION COULEUR 7  (ISBN 978-2-8116-1333-4) sorti le 3 janvier 2014 en France[37]..

Guide
- HIGHSCHOOL OF THE DEAD TV-Animation COMPLETE FILE  (ISBN 978-4-8291-7698-6) sorti le 26 avril 2011 au Japon[38].

Série dérivée
- HIGHSCHOOL OF THE HEAD  (ISBN 9784047127258) sorti le 9 mai 2011 au Japon[39] et prévu en février 2014 en France[40].

Autre
- HIGHSCHOOL OF THE DEAD SECRET BOX  (ISBN 978-4-04-712692-3) sorti le 20 décembre 2010 au Japon[41].

### Autres produits
Divers produits dérivés sont sortis tels que figurines, tee-shirt, etc..